# 柿野賢治
柿野 賢治（かきの けんじ、1972年9月8日 - ）は、鹿児島放送 (KKB) のアナウンサー。鹿児島県生まれ、長崎県育ち。
長崎県立長崎西高等学校、大阪芸術大学を卒業後、1995年4月に鹿児島放送に入社。同期に元同局アナウンサーの池上美弥子がいる。
2012年3月末まで「KKBスーパーJチャンネルかごしま」のニュースキャスターを務めていたが、降板後もスポーツデスク業務やKKB動画アプリKAPLIのプロデューサーを肩書きし、トークコーナー「柿Pの部屋」をYouTubeで配信していたが、2024年4月現在は「News+おやっと!」の月曜日ニュースキャスターやスポーツキャスターを務めており、ニュースキャスターとしては12年ぶりに再登板した。

## 担当番組
☆の表記は出演番組　　
- おーいかごしま96
- 口コミTVマミーズクラブ
- KKBスーパーJチャンネルかごしま[2]
  - 金曜キャスター（1998年10月9日 - 2000年3月31日、2011年4月8日 - 2012年3月30日）
  - 全曜日キャスター（2006年4月3日 - 2011年4月1日）
- 新鮮!発見!かごしま農業王国[2][6]
- News+おやっと!（2024年4月1日 - ）月曜キャスター[7]☆
- ぷらナビ+（2025年1月18日 - ）「やる気マンマンハンズマン」ナレーション　☆
- スポーツ中継（実況担当）☆